# Збірна Японії з хокею із шайбою
Збірна Японії з хокею із шайбою є членом Міжнародної федерації хокею. Виступає в І-му дивізіоні-кваліфікації чемпіонатів світу з хокею й займає 21 місце в табелі рангів Міжнародної федерації хокею. Команда брала участь в дев'яти Олімпійських іграх.

## Досягнення команди

### На зимових Олімпіадах
- 1936 – Закінчили на 9-му місці
- 1960 – Закінчили на 8-му місці
- 1964 – Закінчили на 11-му місці
- 1968 – Закінчили на 10-му місці
- 1972 – Закінчили на 9-му місці
- 1976 – Закінчили на 9-му місці
- 1980 – Закінчили на 12-му місці
- 1998 – Закінчили на 13-му місці

### На чемпіонатах світу
- 1930 — 6-е місце
- 1931 — 1939 — не брали участь
- 1947 — 1955 — не брали участь
- 1957 — 8-е місце
- 1958 — Не брали участь
- 1959 — Не брали участь
- 1961 — Не брали участь
- 1962 — 1-е місце Клас «В»
- 1963 — Не брали участь
- 1965 — Не брали участь
- 1966 — Не брали участь
- 1967 — 1-е місце Клас «С»
- 1969 — 1-е місце Клас «С»
- 1970 — 5-е місце Клас «В»
- 1971 — 6-е місце Клас «В»
- 1972 — 5-е місце Клас «В»
- 1973 — 6-е місце Клас «В»
- 1974 — 4-е місце Клас «В»
- 1975 — 6-е місце Клас «В»
- 1976 — 2-е місце Клас «В»
- 1977 — 3-є місце Клас «В»
- 1978 — 2-е місце Клас «В»
- 1979 — 6-е місце Клас «В»
- 1981 — 8-е місце Клас «В»
- 1982 — 1-е місце Клас «С»
- 1983 — 5-е місце Клас «В»
- 1985 — 5-е місце Клас «В»
- 1986 — 8-е місце Клас «В»
- 1987 — 1-е місце Клас «С»
- 1989 — 7-е місце Клас «В»
- 1990 — 7-е місце Клас «В»
- 1991 — 8-е місце Клас «В»
- 1992 — 3-є місце Клас «В»
- 1993 — 5-е місце Клас «В»
- 1994 — 4-е місце Клас «В»
- 1994 — 6-е місце Клас «В»
- 1996 — 8-е місце Клас «В»
- 1997 — 1-е місце Клас «С»
- 1998 — Закінчили на 16-му місці
- 1999 — Закінчили на 16-му місці
- 2000 — Закінчили на 16-му місці
- 2001 — Закінчили на 16-му місці
- 2002 — Закінчили на 16-му місці
- 2003 — Закінчили на 16-му місці
- 2004 — Закінчили на 15-му місці
- 2005 — 5-е місце Дивізіон ΙА
- 2006 — 3-є місце Дивізіон ΙА
- 2007 — 3-є місце Дивізіон ΙВ
- 2008 — 3-є місце Дивізіон ΙВ
- 2009 — 3-є місце Дивізіон ΙА
- 2010 — 3-є місце Дивізіон ΙА
- 2011 — Знялась зі змагань[1][2]
- 2012 — 4-е місце Дивізіон ΙА
- 2013 — 4-е місце Дивізіон ΙА
- 2014 — 3-є місце Дивізіон ΙА
- 2015 — 4-е місце Дивізіон ΙА
- 2016 — 6-е місце Дивізіон ΙА
- 2017 — 2-е місце Дивізіон IB
- 2018 — 2-е місце Дивізіон IB
- 2019 — 3-є місце Дивізіон ΙВ
- 2022 — 2-е місце Дивізіон IB
- 2023 — 1-е місце Дивізіон IB
- 2024 — 5-е місце Дивізіон IA
- 2025 — 4-е місце Дивізіон ΙА

## Склад команди
Основний склад команди Японії в сезоні 2009/2010:
| Позиція | №  | Гравець           | Команда              |
| ------- | -- | ----------------- | -------------------- |
| В       | 1  | Харуна Масахіто   | Одзі Іглс            |
| В       | 30 | Ісікава Хісасі    | Ніппон Пейпер-Крейнс |
| З       | 2  | Тоносакі Дзюн     | Ніппон Пейпер-Крейнс |
| З       | 4  | Арон Келлер       | Одзі Іглс            |
| З       | 5  | Осава Хідеюкі     | Ніппон Пейпер-Крейнс |
| З       | 6  | Кавасіма Макото   | Одзі Іглс            |
| З       | 12 | Хаґа Йосуке       | Одзі Іглс            |
| З       | 24 | Ямасіта Такафумі  | Одзі Іглс            |
| З       | 27 | Янадорі Сінья     | Ніппон Пейпер-Крейнс |
| Н       | 8  | Кон Йосуке        | Сейбу Прінс Раббітс  |
| Н       | 9  | Сато Сьо          | Сейбу Прінс Раббітс  |
| Н       | 10 | Каміно Тору       | Сейбу Прінс Раббітс  |
| Н       | 11 | Нісівакі Масахіто | Ніппон Пейпер-Крейнс |
| Н       | 13 | Оґава Масафумі    | Одзі Іглс            |
| Н       | 14 | Танака Ґо         | Сейбу Прінс Раббітс  |
| Н       | 15 | Кудзі Сюхей       | Waseda University    |
| Н       | 16 | Обара Дайсуке     | Сейбу Прінс Раббітс  |
| Н       | 17 | Роберт Демонтіс   | Ніппон Пейпер-Крейнс |
| Н       | 18 | Судзукі Такахіто  | Сейбу Прінс Раббітс  |
| Н       | 19 | Сайто Такесі      | Одзі Іглс            |
| Н       | 25 | Сіґено Сюнсуке    | Chuo University      |
| Н       | 26 | Сайто Тецуя       | Одзі Іглс            |